# Desmia incomposita
Desmia incomposita là một loài bướm đêm trong họ Crambidae.